# Vườn quốc gia Sapo
Vườn quốc gia Sapo là một vườn quốc gia tại Hạt Sinoe, Liberia. Đây là khu bảo tồn rừng mưa lớn nhất Liberia
và cũng là vườn quốc gia duy nhất của nước này.
Nó chứa trong mình vùng rừng mưa nhiệt đới lớn thứ nhì Tây Phi sau vườn quốc gia Taï của nước láng giềng Bờ Biển Ngà.
Nông nghiệp, xây dựng, ngư nghiệp, săn bắt, định cư, và khai thác gỗ bị nghiêm cấm trong phạm vi của vườn.
Vườn quốc gia Sapo tọa lạc tại hệ sinh thái rừng Thượng Guinea, một điểm nóng đa dạng sinh học có "độ đa dạng về số loài động vật có vú cao nhất trong mọi vùng trên thế giới", theo Tổ chức Bảo tồn Quốc tế, và tại vùng sinh thái rừng đất thấp Tây Guinea, theo sơ đồ phân loại vùng sinh thái của Quỹ Quốc tế Bảo vệ Thiên nhiên.

## Địa lý và khí hậu
Tọa lạc tại Hạt Sinoe ở miền tây nam Liberia, Vườn quốc gia Sapo chiếm một khu vực có diện tích 1.804 km2 (697 dặm vuông Anh). Vườn bị chặn lại về phía bắc ở dãy núi Putu và về phía tây bởi sông Sinoe. Địa hình tương đối đồng đều, khá phẳng và nhiều đồng lầy che chở một khoảng lớn rừng tự nhiên. Khu đông nam của vườn thấp hơn, cao khoảng 100 m (328 ft) với những đồi thoai thoải, trong khi ở khu bắc có nơi cao tới 400 m (1.312 ft) và đỉnh núi dốc. Có nhiều suối và sông nhỏ chảy giữa những đỉnh núi này. Sông Sinoe là sông lớn nhất. Đỉnh núi Putu cao 640 m (2.100 ft) là điểm cao nhất của vườn.
Vườn quốc gia Sapo có khí hậu nhiệt đới, nhiệt độ khoảng từ 22–28 °C (72–82 °F). Độ ẩm tương đối trung bình là 91%. Lượng mưa hằng năm tại Basintown, 4 km (2 mi) về phía là nam khu chỉ huy của vườn, trung bình là 2.596 mm (100 in) vào thập niên 1980. Mùa khô kéo dài từ tháng 11 tới tháng từ còn mùa mưa từ tháng năm tới tháng mười. Tháng mười hai và tháng một là những tháng khô nhất, tháng năm và tháng tám ẩm nhất. Có một thời kỳ bán khô khi lượng mưa giảm vào tháng bảy, mà đôi khi còn kéo dài tới tháng tám. Vào mùa khô, nhiều dòng suối nhỏ cạn nước làm nền suối phủ cát hay đá của chúng trơ ra. Mùa khô cũng khiến những con sông lớn nhỏ lại, tạo nên thác nước và bãi cạn. Trong mùa mưa, độ sâu của sông có thể tăng thêm 4 m (13 ft) qua một đêm, tràn lên khu rừng quanh bờ.

## Đa dạng sinh học

### Thực vật
Liberia chiếm phần lớn nhất của hệ sinh thái rừng Thượng Guinea hiện nay (42% phần rừng còn lại). Phần còn lại của rừng Thượng Guinea nằm tại Côte d'Ivoire (28%), Ghana (16%), Guinea (8%), Sierra Leone (5%), và Togo (1%). Ước tính chỉ 40-45% phần rừng ban đầu của Liberia còn sót lại tới nay, và ít hơn 30% được phủ rừng tự nhiên. Dải rừng tại đây từng một thời nối liền, nhưng nay bị chia thành những khối rừng tách biệt do hậu quả của khai thác gỗ, làm đường, trồng trọt, và sự định cư của con người. Trước nội chiến, the Forestry Development Authority ước tính rằng 35% rừng ban đầu của Liberia "không bị tác động", 45% "bị tác động nhưng phát triển", và 20% "bị tác động và không phát triển". Rừng của vườn quốc gia Sapo là một trong những khối rừng mưa đất thấp nhiệt đới cuối cùng còn lại của đất nước, và là một trong số các khu rừng mưa ít bị tác động nhất Tây Phi. Đây là khu vực rừng nhiệt đới lớn thứ nhì Tây Phi, chỉ sau vườn quốc gia Taï ở Côte d'Ivoire.
Vườn rất giàu số lượng loài thực vật, với nhiều loài đặc hữu. Một nghiên cứu năm 1983 xác định nó gồm 63% rừng thứ sinh già, 13% rừng đầm lầy, 13% rừng ngập theo mùa, và 11% rừng thứ sinh già. Rừng phát triển mạnh, với nhiều cây đạt chiều cao 70 m (230 ft). Chiều cao tán từ 12–32 m (39–105 ft), chiều cao trung bình 25 m (82 ft). Vài loài cây được tìm thấy trong vườn là Tetraberlinia tubmaniana, Gilbertiodendron splendidum, và cây gỗ Brachystegia leonensis.

### Động vật

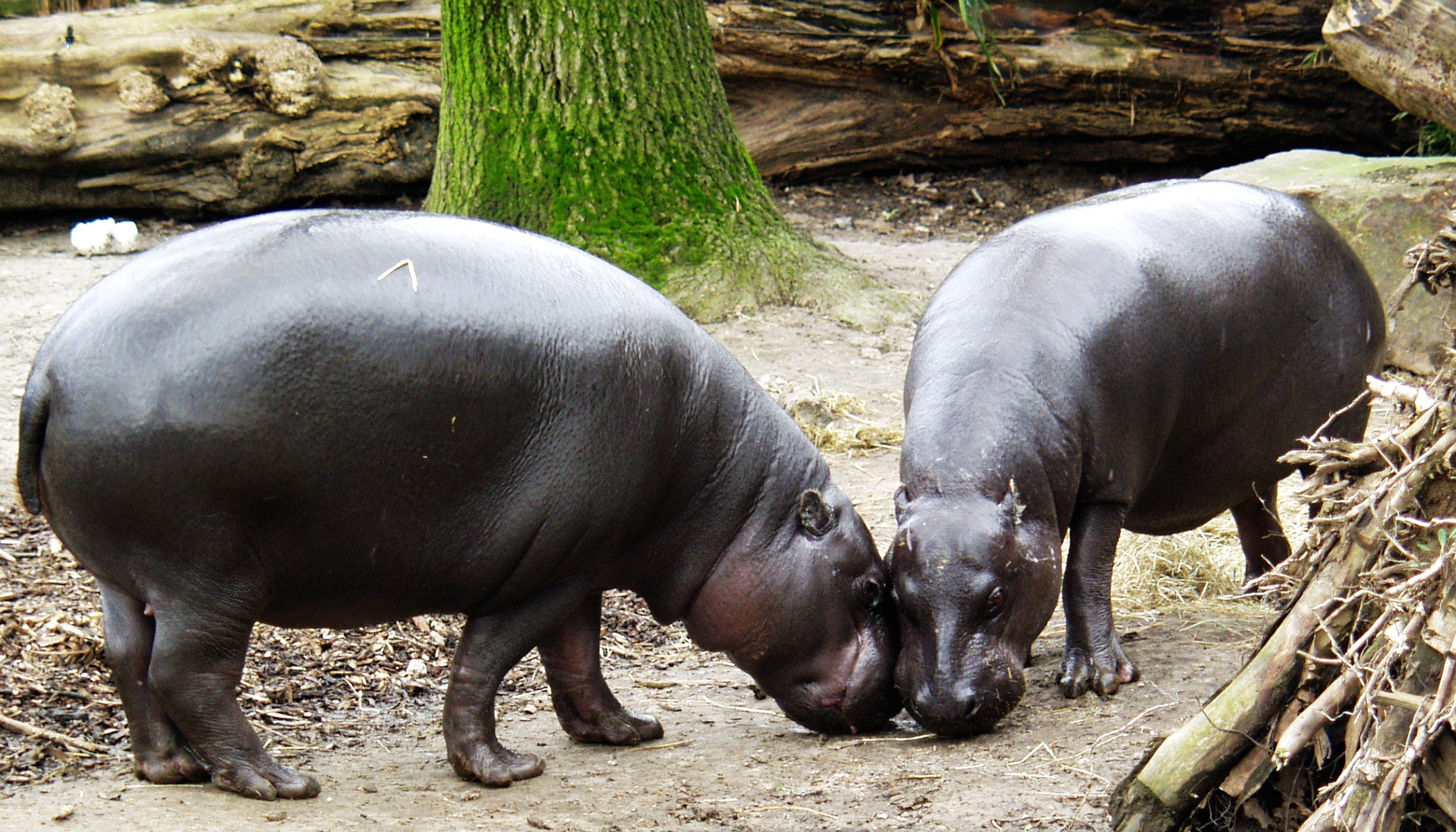
Vườn quốc gia Sapo có số lượng cá thể hà mã lùn lớn nhất Liberia.

Sapo là một "vùng trung tâm của sự đặc hữu"
và đa dạng sinh học, một thời là nơi cư ngụ của 125 loài động vật có vú và 590 loài chim, trong đó là một số loài bị đe dọa,
như beo vàng châu Phi, khỉ mặt chó Tây Phi, Malimbus ballmanni, cầy mangut Liberia, gà Phi ngực trắng, và chim hói đầu cổ trắng. Vườn cũng là nhà của cầy hương châu Phi, đại bàng cá châu Phi, vẹt xám châu Phi, lợn rừng lớn, turaco xanh lớn, rái cá cổ đốm,
cheo cheo nước, ba loài tê tê, bảy loài khỉ (gồm loài nguy cấp khỉ cổ bạc), cá sấu, báo hoa mai,
trảu, cò egret, mỏ sừng, bói cá, sả rừng, và hút mật.